# Metro Atlantic Athletic Conference (pallavolo)
La Metro Atlantic Athletic Conference è una delle 32 conference di pallavolo femminile affiliate alla NCAA Division I, la squadra vincitrice accede di diritto al torneo NCAA.

## Membri

| Squadra       | Sede          | Stato         | Fondazione | Soprannome      | Affiliazione |
| ------------- | ------------- | ------------- | ---------- | --------------- | ------------ |
| Canisius      | Buffalo       | New York      | 1975       | Golden Griffins | 1990         |
| Fairfield     | Fairfield     | Connecticut   | 1985       | Stags           | 1990         |
| Iona          | New Rochelle  | New York      | ?          | Gaels           | 1990         |
| Manhattan     | Riverdale     | New York      | ?          | Lady Jaspers    | 1990         |
| Marist        | Poughkeepsie  | New York      | ?          | Red Foxes       | 1997         |
| Merrimack     | North Andover | Massachusetts | 2004       | Warriors        | 2024         |
| Niagara       | Lewiston      | New York      | 1977       | Purple Eagles   | 1990         |
| Quinnipiac    | Hamden        | Connecticut   | 1994       | Bobcats         | 2013         |
| Rider         | Lawrenceville | New Jersey    | 1977       | Broncs          | 1997         |
| Sacred Heart  | Fairfield     | Connecticut   | 1996       | Pioneers        | 2024         |
| Saint Peter's | Jersey City   | New Jersey    | 1984       | Peacocks        | 1990         |
| Siena         | Loudonville   | New York      | 1974       | Saints          | 1990         |

### Ex membri
| Squadra         | Ingresso | Uscita |
| --------------- | -------- | ------ |
| La Salle        | 1990     | 1991   |
| Loyola Maryland | 1990     | 2012   |

## Arene
| Squadra       | Arena                    | Capacità |
| ------------- | ------------------------ | -------- |
| Canisius      | Koessler Athletic Center | 2 196    |
| Fairfield     | Leo D. Mahoney Arena     | 3 500    |
| Iona          | Hynes Athletics Center   | 2 578    |
| Manhattan     | Draddy Gymnasium         | 2 345    |
| Marist        | McCann Arena             | 3 200    |
| Merrimack     | Hammel Court             | 1 200    |
| Niagara       | Gallagher Center         | 2 400    |
| Quinnipiac    | Burt Kahn Court          | 2 000    |
| Rider         | Alumni Gymnasium         | 1 650    |
| Sacred Heart  | William H. Pitt Center   | 2 100    |
| Saint Peter's | Yanitelli Center         | 3 200    |
| Siena         | UHY Center               | 2 148    |

## Albo d'oro
| Anno          | Podio           | Podio         | Podio |
| Campione      | Seconda         | Terza         |       |
| ------------- | --------------- | ------------- | ----- |
| 1990 Dettagli | Saint Peter's   | La Salle      | -     |
| 1991 Dettagli | Loyola Maryland | La Salle      | -     |
| 1992 Dettagli | Loyola Maryland | Saint Peter's | -     |
| 1993 Dettagli | Siena           | Niagara       | -     |
| 1994 Dettagli | Siena           | Fairfield     | -     |
| 1995 Dettagli | Siena           | Saint Peter's | -     |
| 1996 Dettagli | Siena           | Fairfield     | -     |
| 1997 Dettagli | Fairfield       | Saint Peter's | -     |
| 1998 Dettagli | Fairfield       | Saint Peter's | -     |
| 1999 Dettagli | Fairfield       | Saint Peter's | -     |
| 2000 Dettagli | Fairfield       | Manhattan     | -     |
| 2001 Dettagli | Fairfield       | Saint Peter's | -     |
| 2002 Dettagli | Manhattan       | Saint Peter's | -     |
| 2003 Dettagli | Manhattan       | Saint Peter's | -     |
| 2004 Dettagli | Iona            | Fairfield     | -     |
| 2005 Dettagli | Siena           | Fairfield     | -     |
| 2006 Dettagli | Siena           | Fairfield     | -     |
| 2007 Dettagli | Siena           | Fairfield     | -     |
| 2008 Dettagli | Siena           | Fairfield     | -     |
| 2009 Dettagli | Niagara         | Marist        | -     |
| 2010 Dettagli | Niagara         | Iona          | -     |
| 2011 Dettagli | Niagara         | Fairfield     | -     |
| 2012 Dettagli | Fairfield       | Siena         | -     |
| 2013 Dettagli | Fairfield       | Marist        | -     |
| 2014 Dettagli | Siena           | Marist        | -     |
| 2015 Dettagli | Fairfield       | Marist        | -     |
| 2016 Dettagli | Fairfield       | Quinnipiac    | -     |
| 2017 Dettagli | Fairfield       | Iona          | -     |
| 2018 Dettagli | Iona            | Canisius      | -     |
| 2019 Dettagli | Fairfield       | Quinnipiac    | -     |
| 2020 Dettagli | Rider           | Canisius      | -     |
| 2021 Dettagli | Fairfield       | Rider         | -     |
| 2022 Dettagli | Quinnipiac      | Fairfield     | -     |
| 2023 Dettagli | Fairfield       | Quinnipiac    | -     |
| 2024 Dettagli | Fairfield       | Quinnipiac    | -     |

## Palmarès
| Squadre         | Titoli | Stagioni                                                                           |
| --------------- | ------ | ---------------------------------------------------------------------------------- |
| Fairfield       | 14     | 1997, 1998, 1999, 2000, 2001, 2012, 2013, 2015, 2016, 2017, 2019, 2021, 2023, 2024 |
| Siena           | 9      | 1993, 1994, 1995, 1996, 2005, 2006, 2007, 2008, 2014                               |
| Niagara         | 3      | 2009, 2010, 2011                                                                   |
| Loyola Maryland | 2      | 1991, 1992                                                                         |
| Manhattan       | 2      | 2002, 2003                                                                         |
| Iona            | 2      | 2004, 2018                                                                         |
| Saint Peter's   | 1      | 1990                                                                               |
| Rider           | 1      | 2020                                                                               |
| Quinnipiac      | 1      | 2022                                                                               |